# Pedro Arnoldo Aparicio y Quintanilla
Pedro Arnoldo Aparicio y Quintanilla (Chinameca, 29 aprile 1908 – Santo Domingo, 7 settembre 1992) è stato un vescovo cattolico salvadoregno.

## Biografia
Terzo di otto fratelli, abbracciò la vita religiosa tra i salesiani e fu ordinato prete. Svolse il suo ministero presso i collegi della sua congrezione di Santa Tecla, San Salvador e Panama.
Il 22 febbraio 1946 fu eletto vescovo di Ezani in partibus e ausiliare di San Salvador.
Nel 1948 fu inviato come primo vescovo a San Vicente: per l'aiuto nelle parrocchie e nelle scuole della neo-eretta diocesi, il 24 dicembre 1956 fondò le Figlie del Divin Salvatore.
Lasciata la guida della diocesi, si ritirò presso la casa delle suo suore a Santo Domingo, dove terminò la sua vita.

## Genealogia episcopale e successione apostolica
La genealogia episcopale è:
- Cardinale Scipione Rebiba
- Cardinale Giulio Antonio Santori
- Cardinale Girolamo Bernerio, O.P.
- Arcivescovo Galeazzo Sanvitale
- Cardinale Ludovico Ludovisi
- Cardinale Luigi Caetani
- Cardinale Ulderico Carpegna
- Cardinale Paluzzo Paluzzi Altieri degli Albertoni
- Papa Benedetto XIII
- Papa Benedetto XIV
- Papa Clemente XIII
- Cardinale Bernardino Giraud
- Cardinale Alessandro Mattei
- Cardinale Pietro Francesco Galleffi
- Cardinale Giacomo Filippo Fransoni
- Cardinale Carlo Sacconi
- Cardinale Edward Henry Howard
- Cardinale Mariano Rampolla del Tindaro
- Cardinale Rafael Merry del Val
- Cardinale Bonaventura Cerretti
- Arcivescovo Giovanni Maria Emilio Castellani, O.F.M.
- Vescovo Pedro Arnoldo Aparicio y Quintanilla, S.D.B.

La successione apostolica è:
- Vescovo José Oscar Barahona Castillo (1982)